# Myrmicocrypta ednaella
Myrmicocrypta ednaella är en myrart som beskrevs av Mann 1922. Myrmicocrypta ednaella ingår i släktet Myrmicocrypta och familjen myror. Inga underarter finns listade i Catalogue of Life.